# Tatort: Krokodilwächter
Krokodilwächter ist ein Fernsehfilm aus der Kriminalreihe Tatort der ARD und des ORF. Der Film wurde vom SFB produziert und am 10. November 1996 erstmals ausgestrahlt. Es handelt sich um den vierten Fall des Ermittler-Duos Roiter und Zorowski und die 346. Tatort-Folge.
Der Film landete nach der Erstausstrahlung im „Giftschrank“ und wurde daher wie auch bereits der erste Fall des Duos, Tod im Jaguar, nicht wiederholt. Somit ist dieses Ermittler-Duo das einzige, bei dem gleich zwei Folgen im „Giftschrank“ der Reihe gelandet sind.

## Handlung
Ein Postmitarbeiter wird durch eine Briefbombe, die er mit den übrigen Sendungen im Postauto transportiert, getötet. Roiter und Zorowski erhalten am Tatort zunächst keinerlei weiterführende Hinweise. Die junge Russin Irina Alexandrowna wird in einem Berliner Bordell zur Prostitution gezwungen, der Kunde Wittkowski bietet ihr an, sie aus ihrer Lage zu befreien, doch sie lehnt ängstlich ab. Weil sie sich heimlich mit Wittkowski als Kunde nebenher Geld verdient, wird sie von den Zuhältern Dima Kaschpirowskij und Viktor brutal verprügelt und bedroht. Unterdessen erfahren Roiter und Zorowski, dass die Briefbombe wahrscheinlich durch eine Erschütterung im Auto vorzeitig explodiert ist und daher nicht dem Postmitarbeiter galt. Irina begrüßt derweil ihre Schwester Nadja, die ebenfalls von den Zuhältern aus Russland nach Berlin gebracht wurde, Wittkowski beobachtet dies heimlich. Nadja berichtet Irina, dass ihr Vater in Moskau ermordet wurde. Als Wittkowski kurz darauf vor ihrer Tür steht, willigt Irina ein, mit ihm zu gehen, wenn er auch Nadja mitnimmt. Der Unterweltboss Sascha Gorbunow, Dimas Schwiegervater, macht diesem und Viktor unterdessen klar, dass sie Irinas Nebengeschäfte nicht mehr hinnehmen sollten. Dima und Viktor bedrohen daraufhin den Kleinzuhälter Olek Barschowski, an den sie Irina und Nadja „vermietet“ haben, und ermahnen ihn, sich an die Regeln zu halten, doch Olek wirft die beiden hinaus.
Olek gibt allerdings dem Druck seiner Vorgesetzten nach und zwingt Nadja zur Prostitution, anstatt sie wie versprochen nur an der Bar einzusetzen, um die durch Irina entstandenen Einkommensverluste auszugleichen. Noch in der gleichen Nacht wird Irina von Dima vergewaltigt und ermordet. Nadja, die von Viktor gezwungen wird, zuzusehen, kann diesem nach der Ermordung der Schwester entkommen. Am nächsten Morgen werten Roiter und Zorowski die Spuren am Tatort aus, schnell ermitteln sie, dass die unbekannte Tote aus dem Ostblock stammen muss. Da sie bei der Toten die Adresse und einen Wohnungsschlüssel finden, suchen sie diese und den benachbarten Apotheker Wittkowski auf. Er stellt den Beamten Nadja vor, die nach der Ermordung ihrer Schwester in der Nacht Schutz bei diesem gesucht hatte. Noch bevor die Beamten Nadja befragen können, flieht diese vor den Beamten. Wittkowski verschweigt den Beamten die Tätigkeit von Irina im Rotlichtmilieu. Vermieter der Wohnung ist Gorbunow, den die Beamten ebenfalls aufsuchen. Er gibt vor, ein seriöser Geschäftsmann zu sein und seine Mieterin nicht näher zu kennen. Er habe ihr als Landsfrau eine Wohnung vermietet, deren Schwester Nadja kenne er nicht. Als die Beamten weg sind, stellt Gorbunow seinen Schwiegersohn zur Rede. Dieser berichtet, dass Irina sie hochgehen lassen wollte und er deshalb handeln musste. Von Viktor erfährt Gorbunow jedoch, dass Dima Irina aus nichtigem Anlass tötete. Gorbunow ordnet daraufhin an, dass er und Dima Nadja finden und als Zeugin ebenfalls beseitigen sollen.
Roiter und Zorowski erfahren unterdessen, dass Irina vor ihrer Ermordung vergewaltigt worden ist. Zorowski hört sich in der Russen-Szene Berlins bei seinem Bekannten Kramnik um. Dieser erzählt ihm, dass Gorbunow sein Geld im Rotlichtmilieu verdient und sich nur nach außen als seriöser Geschäftsmann tarnt. Sein Geld habe er in den vergangenen zwölf Monaten durch Betrug und Mädchenhandel gemacht, bei dem er die Mädchen aus Russland nach Berlin lockt und sie an Bordelle, deren Besitzer in der Szene „Krokodilwächter“ genannt werden, „vermietet“. Roiter erfährt zudem von der Spurensicherung, dass Nadja Zeugin des Mordes an ihrer Schwester gewesen sein muss. Roiter ahnt, dass Irina für Gorbunow arbeiten musste und Nadja in großer Gefahr ist. Olek, der von Gorbunow wegen schlechter Umsatzzahlen unter Druck gesetzt wird, versucht diesen von der Gefährlichkeit seines Schwiegersohns zu überzeugen, doch ohne Erfolg. Olek erhält die Anweisung, Nadja an Dima und Viktor auszuliefern, falls sie bei ihm auftaucht, Nadja sucht jedoch bei Wittkowski Hilfe. Gorbunow wird in den folgenden Tagen von seinen Hintermännern in Moskau unter Druck gesetzt, seinen Schwiegersohn aus dem Verkehr zu ziehen; schweren Herzens stimmt er dessen Beseitigung durch Viktor zu. Die Analyse der Überreste der Briefbombe ergibt, dass diese an Olek Barschowski adressiert war. Roiter und Zorowski erkennen erstmals einen Zusammenhang zwischen den beiden Mordfällen.
Als Roiter sich abends bei Olek im Bordell undercover umhören möchte, beobachtet er, wie Viktor Olek unter Druck setzt. Er gibt sich als Kripobeamter zu erkennen, doch Viktor kann Olek als Geisel nehmen und mit ihm entkommen. Draußen lässt er Olek von einem Komplizen töten. Am nächsten Morgen trifft sich Viktor mit Gorbunow. Zu dessen Entsetzen taucht Dima auf, den sein bester Freund Viktor nicht getötet hat. Während Viktor und Dima Gorbunow töten und seine Leiche entsorgen, ermitteln Roiter und Zorowski das Segelboot von Wittkowski, auf dem sich Nadja versteckt hält. Eine Angestellte von Wittkowski verrät Dima und Viktor unwissentlich den Liegeplatz des Bootes. Kurz darauf eilen auch Roiter und Zorowski sowie Wittkowski, der Nadja warnen und mit ihr entkommen will, dorthin. Wittkowski trifft als Erster dort ein, wird aber von Dima und Viktor getötet. Als Roiter und Zorowski eintreffen, entwickelt sich ein Feuergefecht, in dessen Verlauf Viktor getötet wird. Als die Beamten kurz davor sind, Dima zu stellen, taucht Nadja auf und rächt ihre Schwester, indem sie Dima erschießt. Nadja wird festgenommen. Roiter und Zorowski wissen, dass lediglich die Krokodilwächter tot sind, die Hintermänner in Moskau sind für die Justiz unerreichbar.

## Produktion
Der Tatort Krokodilwächter ist eine Produktion der Opal-Filmproduktion GmbH im Auftrag des SFB für Das Erste. Der Film wurde in Berlin und Umgebung gedreht. Bei seiner Erstausstrahlung am 10. November 1996 hatte Krokodilwächter 7,30 Millionen Zuschauer, was einem Marktanteil von 20,05 % entspricht.
Krokodilwächter geriet wegen brutaler, sexistischer und menschenverachtender Darstellungen in die Kritik. Seither wird er nicht mehr im öffentlich-rechtlichen Fernsehen gesendet.
Die zwölf Filme des SFB mit Winfried Glatzeder wurden nicht auf herkömmlichem Filmmaterial aufgezeichnet, sondern mit Hilfe von Betacam-Videokameras, was eine Videoclip-Ästhetik der Filme zur Folge hatte, die vielfach kritisiert wurde. Auch der 1995 vom SFB produzierte Polizeiruf 110 Sieben Tage Freiheit wurde in diesem Format aufgezeichnet und ebenfalls kritisiert.

## Kritik
TV Spielfilm bewertete den Film negativ und kommentierte: „Miese Skripte, trüber Video-Look: Die oft brutalen Berlin-Krimis erwarben zu Recht den Ruf, in der falschen Liga zu spielen“. Das Fazit lautete: „Unterbietet das Niveau der Reihe ohne Mühe“. Der Medienbeauftragte der CDU/CSU-Fraktion im Bundestag Hans-Otto Wilhelm beschrieb den Tatort als „brutal, sexistisch und menschenverachtend“ mit „unerträglich wirkenden Gewaltszenen“, die besonders dann „verwerflich“ seien, wenn Frauen „Sex und Gewalt in demütigender Weise über sich ergehen lassen müssen“.